# Trí khôn ở bồ câu

Một con bồ câu

Trí thông minh ở bồ câu chỉ về khả năng sử dụng nhận thức của loài bồ câu mà thể hiện qua việc chúng có khả năng nhớ hơn hàng chục tuyến đường, hàng trăm khuôn mặt vài trăm bức ảnh, chúng còn nhận ra được khuôn mặt của chính mình khi nhìn gương. Bộ não của chim bồ câu có kích cỡ chỉ bằng hạt đậu nhưng chim bồ câu thông minh vượt trội trong việc nhận dạng, phân loại các vật thể và thậm chí nêu tên chúng. Loài chim bồ câu đã cho chúng ta thấy rằng chúng cũng có khả năng tốt ngang với trẻ con khi học tập các thứ mới.

## Tổng quan
Chim bồ câu từ lâu đã được biết đến là một loài chim rất thông minh. Bản năng tìm đường về nhà của chúng đã được sử dụng để chuyển thư qua các thành phố và quốc gia (bồ câu đưa thư). Chúng có thị lự tốt hơn con người và đã được lực lượng Tuần duyên Hoa Kỳ huấn luyện để tìm kiếm áo phao màu cam của những người bị thất lạc trên biển. Chúng mang các bức thư tín đến Quân đội Hoa Kỳ trong Chiến tranh thế giới thứ I và thứ II, từ đó cứu sống được rất nhiều người đồng thời cung cấp các thông tin chiến lược quan trọng.

## Thí nghiệm
Để hiểu cách thức hoạt động của bộ não chim bồ câu, các nhà khoa học đã chọn ra ba con chim bồ câu và cho chúng xem 128 bức ảnh đen trắng của các vật thể thuộc 16 phân mục cơ bản như sau: trẻ sơ sinh, vỏ chai, bánh, xe ô tô, pháo, chó, vịt, cá, hoa, mũ, chìa khóa, bút máy, điện thoại, kế hoạch, giày dép và cây cối. Sau đó chúng phải dùng mỏ để mổ vào một trong hai biểu tượng khác nhau: biểu tượng chính xác ứng với bức ảnh đó và biểu tượng không chính xác được lựa chọn ngẫu nhiên từ một trong số 15 phân mục còn lại. Những con chim bồ câu này không những đã thành công trong việc học về trò chơi này, mà còn học tiếp được một cách đáng tin cậy 4 tấm ảnh mới trong từng 16 phân mục.